# Andelot-Morval
Pour les articles homonymes, voir Andelot.
 (mai 2010).
Si vous disposez d'ouvrages ou d'articles de référence ou si vous connaissez des sites web de qualité traitant du thème abordé ici, merci de compléter l'article en donnant les références utiles à sa vérifiabilité et en les liant à la section « Notes et références ».
Andelot-Morval est une commune française située dans le département du Jura, la région culturelle et historique de Franche-Comté et la région administrative Bourgogne-Franche-Comté.

## Géographie
La commune est située à une altitude de 420 m (point culminant à 582 m).
Elle est à 6 km au S-O de Saint-Julien sur Suran (chef-lieu de canton), à 36 km S-S-O de Lons-le-Saunier et à 37 km N-N-E de Bourg-en-Bresse.
La commune d'Andelot-Morval est constituée de quatre hameaux : Andelot-les-Saint-Amour, Morval, Avenans et Laval.
Elle s'étend en ligne au pied du revers oriental d'une montagne qui fait partie de la première et plus basse chaîne du massif du Jura.

### Climat
Pour des articles plus généraux, voir Climat de la Bourgogne-Franche-Comté et Climat du département du Jura.
En 2010, le climat de la commune est de type climat de montagne, selon une étude du Centre national de la recherche scientifique s'appuyant sur une série de données couvrant la période 1971-2000. En 2020, Météo-France publie une typologie des climats de la France métropolitaine dans laquelle la commune est exposée à un climat semi-continental et est dans une zone de transition entre les régions climatiques « Bourgogne, vallée de la Saône » et « Jura ».
Pour la période 1971-2000, la température annuelle moyenne est de 10,2 °C, avec une amplitude thermique annuelle de 17,1 °C. Le cumul annuel moyen de précipitations est de 1 371 mm, avec 12,9 jours de précipitations en janvier et 8,6 jours en juillet. Pour la période 1991-2020, la température moyenne annuelle observée sur la station météorologique de Météo-France la plus proche, « Saint-Julien Sa », sur la commune de Val Suran à 4 km à vol d'oiseau, est de 10,6 °C et le cumul annuel moyen de précipitations est de 1 349,8 mm. 
La température maximale relevée sur cette station est de 38,6 °C, atteinte le 24 août 2023 ; la température minimale est de −20,6 °C, atteinte le 30 décembre 2005,,.
Les paramètres climatiques de la commune ont été estimés pour le milieu du siècle (2041-2070) selon différents scénarios d'émission de gaz à effet de serre à partir des nouvelles projections climatiques de référence DRIAS-2020. Ils sont consultables sur un site dédié publié par Météo-France en novembre 2022.

## Urbanisme

### Typologie
Au 1er janvier 2024, Andelot-Morval est catégorisée commune rurale à habitat dispersé, selon la nouvelle grille communale de densité à sept niveaux définie par l'Insee en 2022.
Elle est située hors unité urbaine et hors attraction des villes,.

### Occupation des sols
L'occupation des sols de la commune, telle qu'elle ressort de la base de données européenne d’occupation biophysique des sols Corine Land Cover (CLC), est marquée par l'importance des territoires agricoles (51,1 % en 2018), une proportion identique à celle de 1990 (51,1 %). La répartition détaillée en 2018 est la suivante : 
forêts (48,9 %), terres arables (38,3 %), prairies (6,9 %), zones agricoles hétérogènes (5,9 %). L'évolution de l’occupation des sols de la commune et de ses infrastructures peut être observée sur les différentes représentations cartographiques du territoire : la carte de Cassini (XVIIIe siècle), la carte d'état-major (1820-1866) et les cartes ou photos aériennes de l'IGN pour la période actuelle (1950 à aujourd'hui).

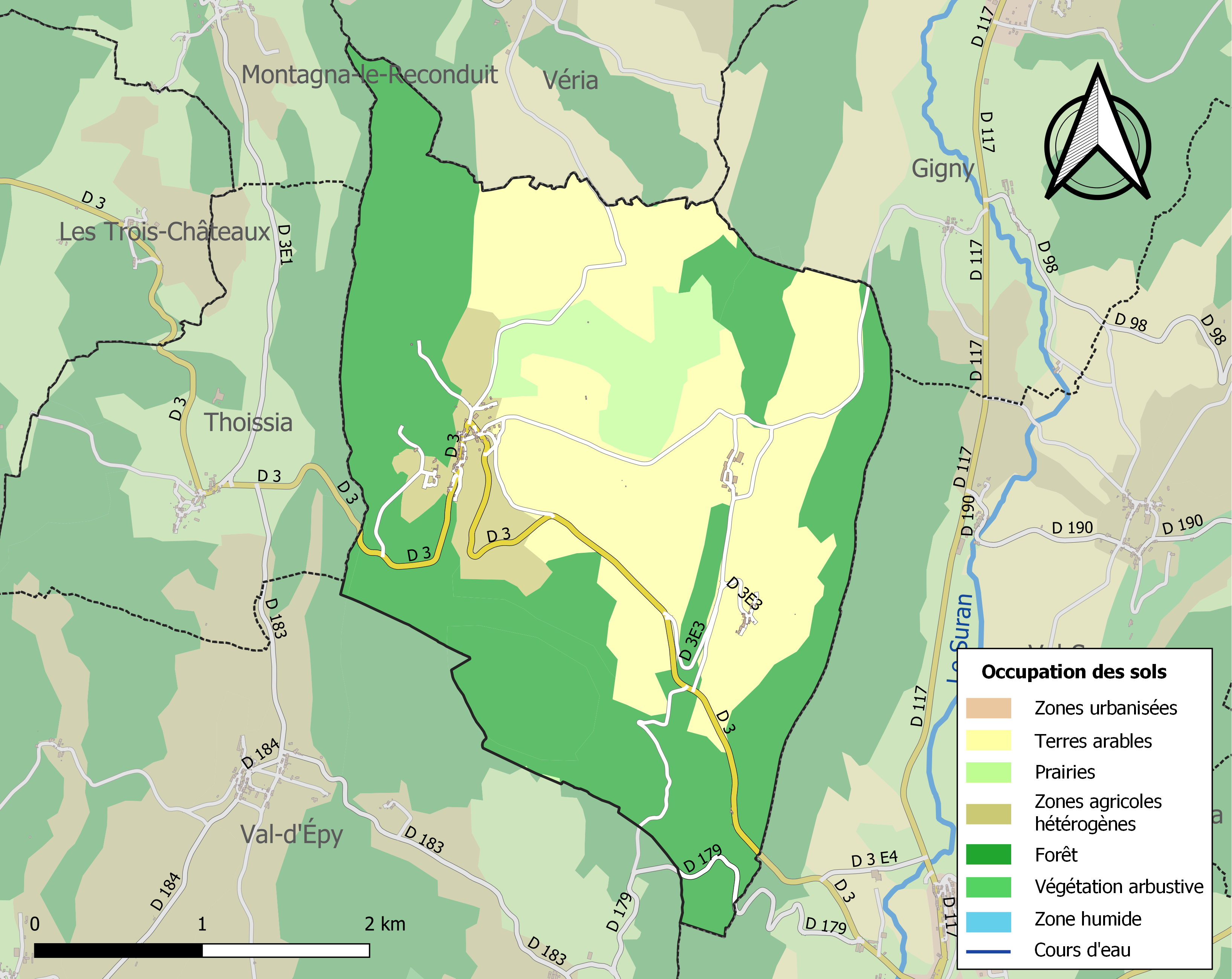
Carte des infrastructures et de l'occupation des sols de la commune en 2018 (CLC).

## Histoire
Andelot fut le chef-lieu de la seigneurie d'Andelot, regroupant sous l'autorité de la maison de Coligny, huit villages, répartis dans quatre paroisses. En 1617, cette terre fut érigée en marquisat : le marquisat d'Andelot. Il passa par mariage à la famille de Langheac (1664), puis fut acquis par les Guyennard (1702).
La commune, dans ses limites actuelles, est née le 1er janvier 1973 : Andelot-lès-Saint-Amour devient alors Andelot-Morval à la suite de sa fusion-association avec Morval (qui forme la partie Est de la commune).

## Politique et administration

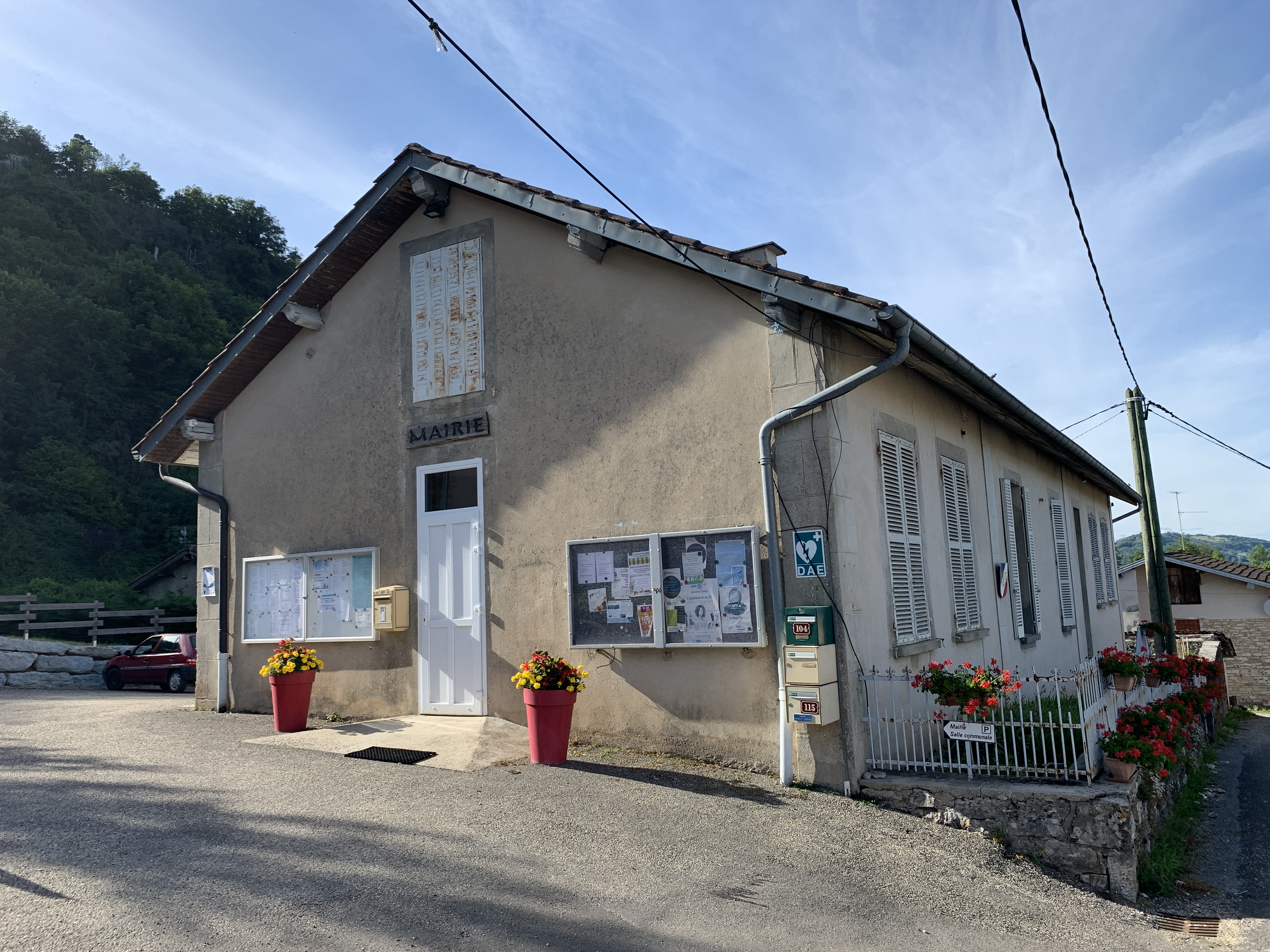
La mairie.

| Période   | Période       | Identité       | Étiquette | Qualité           |
| --------- | ------------- | -------------- | --------- | ----------------- |
| mars 2001 | réélu en 2008 | René Paucod    |           |                   |
| mars 2014 | mai 2020      | Pierre Gilbert | SE        | Chef d'entreprise |
| mai 2020  | En cours      | Bruno Cioe     | SE        |                   |

## Démographie
L'évolution du nombre d'habitants est connue à travers les recensements de la population effectués dans la commune depuis 1793. Pour les communes de moins de 10 000 habitants, une enquête de recensement portant sur toute la population est réalisée tous les cinq ans, les populations de référence des années intermédiaires étant quant à elles estimées par interpolation ou extrapolation. Pour la commune, le premier recensement exhaustif entrant dans le cadre du nouveau dispositif a été réalisé en 2005.

En 2022, la commune comptait 91 habitants, en évolution de −4,21 % par rapport à 2016 (Jura : −0,81 %, France hors Mayotte : +2,11 %).
| 1793 | 1800 | 1806 | 1821 | 1831 | 1836 | 1841 | 1846 | 1851 |
| ---- | ---- | ---- | ---- | ---- | ---- | ---- | ---- | ---- |
| 253  | 168  | 283  | 192  | 233  | 227  | 198  | 185  | 162  |

| 1856 | 1861 | 1866 | 1872 | 1876 | 1881 | 1886 | 1891 | 1896 |
| ---- | ---- | ---- | ---- | ---- | ---- | ---- | ---- | ---- |
| 165  | 167  | 178  | 159  | 146  | 149  | 160  | 165  | 170  |

| 1901 | 1906 | 1911 | 1921 | 1926 | 1931 | 1936 | 1946 | 1954 |
| ---- | ---- | ---- | ---- | ---- | ---- | ---- | ---- | ---- |
| 144  | 122  | 114  | 100  | 88   | 72   | 83   | 75   | 63   |

| 1962 | 1968 | 1975 | 1982 | 1990 | 1999 | 2005 | 2006 | 2010 |
| ---- | ---- | ---- | ---- | ---- | ---- | ---- | ---- | ---- |
| 50   | 38   | 58   | 65   | 84   | 80   | 91   | 90   | 88   |

| 2015 | 2020 | 2022 | - | - | - | - | - | - |
| ---- | ---- | ---- | - | - | - | - | - | - |
| 93   | 92   | 91   | - | - | - | - | - | - |

## Culture locale et patrimoine

### Lieux et monuments

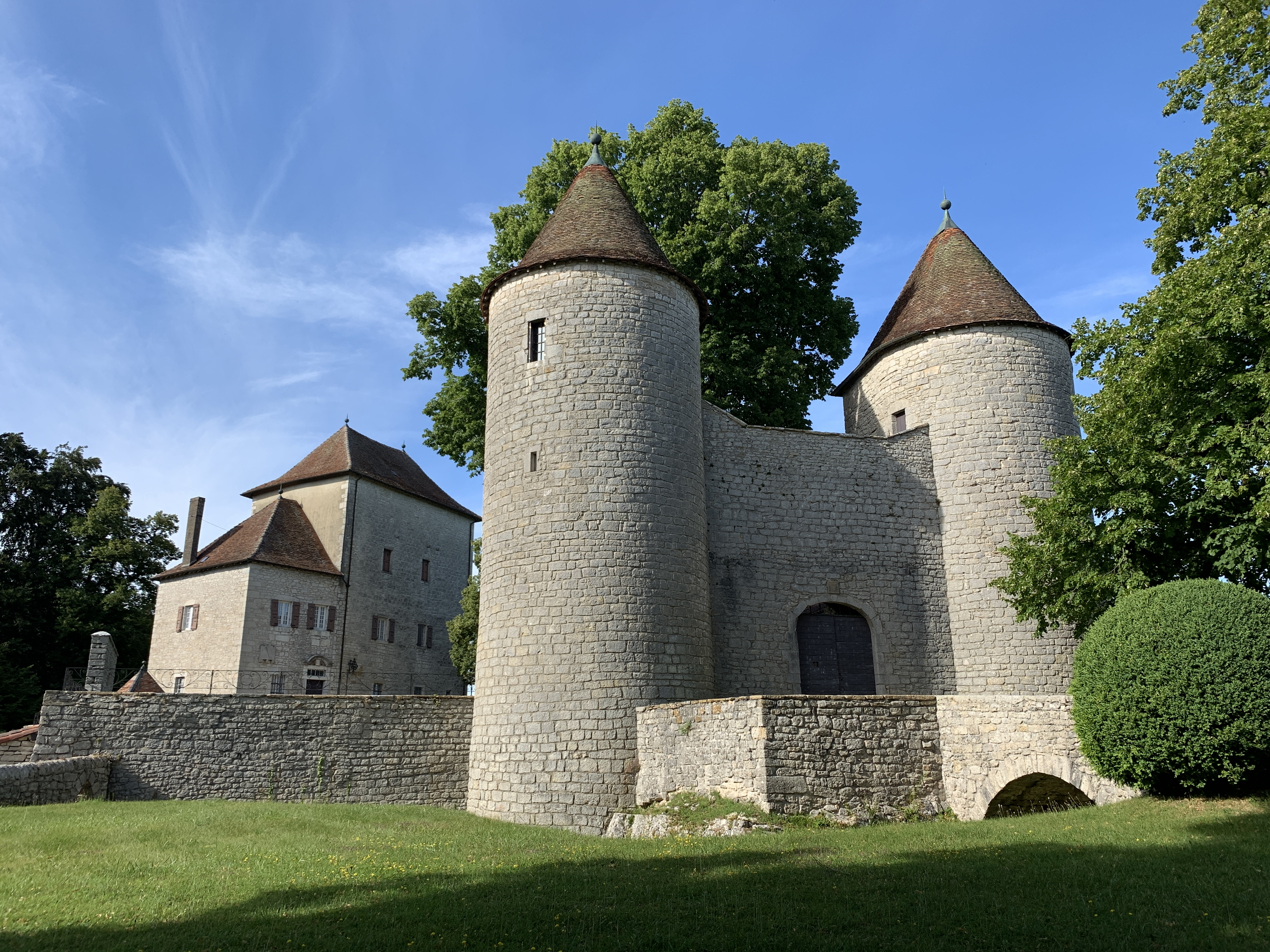
Le château d'Andelot.

- Château d'Andelot (XIIIe s.), dont la porte d'entrée fortifiée (XIVe-XVe s.) est inscrite au titre des monuments historiques, depuis 1926[18] ;
- Église Saint-Cyr-et-Sainte-Julitte ;
- Belvédère, au lieu-dit Sur la Roche.

### Personnalités liées à la commune
- François de Coligny d'Andelot